# Dadipark
Dadipark foi um dos parques de diversões mais antigos da Europa. Inaugurado em 1950, o parque inicialmente funcionava como um pequeno espaço de lazer para crianças, com algumas atrações simples, como um carrossel e um trenzinho. O parque existiu até 2002.

## História
O parque foi inaugurado em 1950 por um pastor local chamado Gaston Deweer para as crianças estrangeiras brincarem. Com o passar dos anos, o parque foi crescendo e se transformando em um dos primeiros parques de diversões privados da Bélgica. Suas atrações, embora simples em comparação com os grandes parques temáticos de hoje, eram muito populares entre os visitantes.

### Acidente
Em 2000, ocorreu o pior acidente da história do parque. Um menino da cidade de Kortrijk, na Bélgica, quebrou o braço durante um passeio na atração Nautic Jets. Após o acidente, as pessoas começaram a reclamar mais da segurança no parque e o número de visitantes diminuiu. Em 2002, o parque foi fechado devido a problemas de segurança e foi anunciado que o parque ficaria fechado por um ano para reforma, mas o parque não reabriu desde então.

### Futuro
Desde 2004, várias empresas expressaram interesses em comprar o parque para transformá-lo em um parque moderno, com grandes atrações e eventos. Porém, o parque ainda não foi reformado e permanece abandonado.

### Demolição
Em 20 de setembro de 2011, foi anunciado que o parque seria demolido. E daí, em 2012, o parque foi completamente demolido.

### Legado e mistério
Após o fechamento, o Dadipark se tornou um local abandonado e misterioso, atraindo exploradores urbanos e despertando a curiosidade de muitos. As ruínas do parque, com suas antigas atrações enferrujadas e edifícios em decomposição, se transformaram em um cenário perfeito para fotos e vídeos, e o Dadipark se tornou um ícone da cultura urbana belga.